# 卢卡斯·本特松
卢卡斯·本特松（瑞典語：Lukas Bengtsson，1994年4月14日—），瑞典男子冰球运动员，场上位置是后卫。他曾代表瑞典国家队参加2022年冬季奥林匹克运动会冰球比赛，获得第4名。